# Fady Stephan
Pour les articles homonymes, voir Stephan.
Œuvres principales
- Le Berceau du Monde, Orient Opera (2003)
- Archives des Sables et du Vent (2018)

Fady Stephan est un archéologue, philologue et écrivain libanais, né le 28 septembre 1946 à Beyrouth. Professeur au département d’Art et Archéologie de l’Université Libanaise de 1978 à 2007, ses principales œuvres littéraires comptent Le Berceau du Monde, Orient Opera (2003) et Archives des Sables et du Vent (2018).

## Biographie
Originaire de Deir-el-Qamar au Liban, Fady Stephan grandit à Beyrouth et poursuit ses études secondaires au Collège Notre-Dame de Jamhour.

## Carrière

### Archéologie
Diplômé de l’Institut d’art et d'archéologie de Paris, titulaire d’un doctorat en Sciences Historiques et Philologiques du Proche-Orient Ancien de l’Université Paris III et de l’École des Hautes Études en 1981, Fady Stephan est professeur d'Archéologie et de Langues Anciennes au département d'Art et Archéologie de l’Université Libanaise de 1978 à 2007. Il a participé à des fouilles archéologiques à Nabi Younés au Liban (1975), Khirokitia à Chypre (1977), Tel Karma en Haute-Syrie (1985) et co-dirigé deux excavations scientifiques au Centre-ville de Beyrouth (1996).

### Cinéma et Littérature
Pendant les années 1970, il est critique de cinéma pour le quotidien francophone As-Safa à Beyrouth, et rédige de nombreuses "cinécritures" exclusivement de films d'auteur, inspirées par Charles Baudelaire ou Guillaume Apollinaire qui tentèrent de percer et dire le secret des peintres dans leurs nombreuses critiques d'art. Cette activité de journalisme culturel lui donne l'occasion d'interviewer plusieurs hommes de théâtre, cinéastes, musiciens, écrivains et peintres français, notamment Roger Blin, Robert Bresson, Jacques Tati, François Truffaut, Jacques Doniol-Valcroze, Jacques Rivette, Pierre Schaeffer, Louis Aragon, Julien Gracq, Michel Leiris, Michel Butor et Jacques Hérold, certains avec lesquels il entretiendra une longue amitié et correspondance régulière.

## Œuvres
- Archives des Sables et du Vent, Éditions Erick Bonnier (2018)
- Traduction en arabe des Notes sur le cinématographe de Robert Bresson, chez Dar al-Jadid (2011)
- Le Berceau du Monde, Orient-Opéra, Éditions Verticales/Gallimard (Prix Phénix de Littérature 2003)
- Préface aux Œuvres Poétiques Complètes de Fouad Abi Zeyd parues chez Dar An-Nahar, Collection Patrimoine (1996)
- Les Ivoires Phéniciens, 2000 ans d’art en Orient, Éditions de la Bibliothèque de l’Université Saint-Esprit, Kaslik (1996)
- Les Inscriptions Phéniciennes et leur Style, Éditions de l’Université Libanaise (1985)

## Critiques
Christine Rousseau dit du Berceau du Monde « à tous ceux, fascinés par l'Orient et le Liban [...] on ne saura trop conseiller la lecture du merveilleux livre de Fady Stephan. » (Le Monde Littéraire, 5 juin 2003) 
Quant au poète et critique littéraire Michel Ménaché, il considère qu'Archives des sables et du vent est d'un « immense intérêt, et aide à voir plus clair dans le désordre établi ou amplifié par les grandes puissances qui se sont affrontées au Moyen-Orient. » (Revue Europe, mai 2020, n° 1093),,,,,,,,,.